# الرفید (سوریه)
الرفید (به عربی: الرفید) یک منطقهٔ مسکونی در سوریه است که در استان قنیطره واقع شده‌است. الرفید ۲٬۲۶۳ نفر جمعیت دارد. این شهر در طول جنگ داخلی سوریه توسط طرفداران بشار اسد تصرف شده است.